# George Henry Hall
George Henry Hall (Boston, 1825 - Nueva York, 1913) fue un pintor de Estados Unidos que se dedicó principalmente al retrato, escenas de género y naturalezas muertas. Sus obras puede contemplarse en el Museo de Bellas Artes de Boston, el Museo de Brooklyn (Nueva York), el Smithsonian American Art Museum (Washington D.C) y en numerosas colecciones particulares, como la colección Bellver de Sevilla (España).